# Course destination monde
La Course destination monde est une émission de télévision canadienne diffusée durant onze saisons entre le 8 octobre 1988 et le 11 avril 1999 à la Télévision de Radio-Canada,.
Durant les trois premières saisons, l'émission était connue sous les titres respectifs : La Course des Amériques, La Course Amérique-Afrique et La Course Europe-Asie avant d'adopter son titre actuel en 1991.

## Synopsis
Les participants parcourent seuls différentes régions du monde tout en réalisant de petits films de 4 minutes de différents genres : documentaires, éditoriaux, dramatiques ou chroniques présentant leurs états d'âme au fil de leurs découvertes. Elle a permis le développement de plusieurs jeunes réalisateurs.

## Historique

### Origines
La première série du genre a été Caméra Stop, réalisée par Daniel Bertolino dans les années 60.
Les ancêtres plus récents de La Course destination monde sont les jeux télévisés La Course autour du monde (de 1976 à 1984) et Le Grand Raid (1984), réalisés et diffusés sur cinq chaines publiques francophones.

### Influence
Une série australienne, Race Around The World (en), s'est inspirée de la Course et a été diffusée en 1997 et 1998 sur la chaîne ABC. Après l'arrêt de la série, une version uniquement australienne (Race Around Oz) ainsi qu'une série jeunesse (Race Around the Block) ont vu le jour.
Plusieurs séries ou compétitions québécoises récentes s'inspirent du concept de la Course Destination Monde :
- La Course autour de la grande tortue (2006-2007), destinée à des jeunes autochtones, sur le canal APTN.
- Le Rallye Müvmédia (2006-2009), à Télé-Québec, TV5 et sur internet.
- Radiomonde (2007), à la Première Chaîne de Radio-Canada.
- La Course Estrie / La Course des régions (2007-...).
- Le concours Course destination villes et villages (2011).
- La Course Évasion autour du monde (2011) sur Évasion. Gagnante : Émilie Beaulieu-Guérette
- La Course Évasion autour du monde (2012) sur Évasion. Gagnant : François Dubé

Le film 1995 de Ricardo Trogi, sorti en 2024, revient sur son passage à la Course, durant la saison 1994-1995.

## Participants

### 1998-1999
Animé par Pierre Therrien 
Isabelle Boulanger,
Nathalie Cloutier,
Martin Fournier (2e prix),
Valérie Galarneau,
Catherine-Isabelle Giasson,
Maryse Legagneur (gagnante),
Frédéric Gieling et
Mélanie Tardif (3e prix)

### 1997-1998
Robin Aubert, 
Meissoon Azzaria,
Dominic Desjardins,
Nicolas Desrosiers,
Yves-Christian Fournier,
Myriam Fréchette,
Robin McKenna,
François Péloquin.

### 1996-1997
Martin Bourgault,
Pascal Brouard,
Anne-Marie Cadieux,
Danic Champoux, 
Antoine Laprise,
Judith Provencher d'Assylva,
Pascal Sanchez (1er prix),
Alexis Turgeon.

### 1995-1996
Jean-François Coulombe,
Patrick Brunette,
Manon Dauphinais,
Philippe Desrosiers (1er prix),
Linda Lamarche,
Stéphane Lapointe,
Nathalie Martin,
Marie-Noëlle Swiderski.

### 1994-1995
Hugo Latulippe,
Étienne Leblanc,
Emmanuelle Waters (anciennement Morris),
François Parenteau,
Brunhilde Pradier,
François Prévost(1er prix)
Ricardo Trogi (3e prix)
Robert Victor.

### 1993-1994
Guy Nantel (1er prix),
Marie-France Bojanowski (2e prix),
Marie-Julie Dallaire,
Isabelle Leblanc,
Chloë Mercier,
Félix Nguyen,
Stéphane Prévost,
Catherine Rondeau (3e prix) (sous le nom de Michelle Widmann).

### 1992-1993
Sophie Bolduc, Simon Dallaire, Patrick Demers, Pierre Deslandes, Philippe Falardeau (gagnant de l'édition), Manuel Foglia, Violaine Gagnon, Marc Roberge.

### 1991-1992
Jennifer Alleyn, Sophia Borovchyk, Jacques Blondin, Marc Forget (2e prix), Gérald Gilbert, Marie-Claude Harvey (1er prix), Louis-Perpinan Huard, Sophie Lambert (3e prix).

### 1990-1991 (La Course Europe-Asie)
Animée par Michel Désautels.
Sébastien Bage, Sabrina Berreghis, Bruno Boulianne, Karina Goma, Patrick Masbourian (3e prix), Brigitte Nadeau (2e prix), Stéphane Thibault et Denis Villeneuve (1er prix)

### 1989-1990 (La Course Amérique-Afrique)
Animée par Michel Désautels
Réalisée par Jean-Louis Boudou.
Marc Cayer (2e prix), François Colas, François Dagenais, Stéphane Drolet (1er prix), Hugues Dufour, André Gariépy, Jean-Robert Morin et Anne-Marie Poulin.

### 1988-1989 (La Course des Amériques)
Animée par Michel Désautels.
Romain Alarie, Claude Dallaire, Catherine Fol (1er prix, prix du public), Nathalie Goulet (3e prix), Stéphane Laporte, Étienne de Massy (2e prix), Yves Munn et Allan Quinn.